# Pocisk moździerzowy jako granat ręczny
Pocisk moździerzowy jako granat ręczny – pocisk wykorzystywany jako granat ręczny w czasie II wojny światowej.

## Historia
Większość pocisków moździerzowych użytkowanych podczas II wojny światowej, zawierała zapalniki uderzeniowe, które wykorzystywały oddziaływanie fizyczne pocisku uderzającego na przykład w pancerz, skałę lub ziemię celem wywołania detonacji. Powodowało to wybuchy na powierzchni, a im głębiej główny ładunek wbijał się w ziemię zanim eksplodował, tym większa ilość eksplozji była pochłaniana przez błoto i glebę – z tego powodu konstruktorzy broni opracowali zapalniki, które były bardzo wrażliwe. Aby zapobiec przedwczesnemu ich wybuchowi, zastosowano zapalniki uderzeniowe z dwuetapowym procesem uzbrajania. Oznaczało to, że bezpiecznik musiał być usunięty, po czym następował wystrzał pocisku z rury moździerza. Żołnierze, którzy chcieli użyć takich pocisków moździerzowych jako granatów ręcznych, musieli wyciągnąć bezpiecznik i uderzyć ogonem pocisku o coś trwałego. Większa siła wybuchowa pocisku moździerzowego, czyniła go o wiele bardziej śmiercionośnym niż granat.

## Zasada działania
Pocisk z moździerza rzucany ręcznie zwykle eksploduje, gdy tylko uderzy w ziemię lub twardy obiekt, co sprawia, że odrzucenie go jest praktycznie niemożliwe. Rzut uzbrojonym pociskiem moździerzowym jest bardzo ryzykowny, bo jeśli nie osiągnie zamierzonego celu, prawie na pewno wybuchnie, potencjalnie zabijając własnych żołnierzy i rzucającego.
W czasie II wojny światowej co najmniej dwóch amerykańskich żołnierzy wykorzystało z powodzeniem pociski moździerzowe jako granaty ręczne, za co przyznano im Medale Honoru: 
- we wrześniu 1943 kapral Charles E. Kelly użył pocisków podczas skutecznej obrony wojskowego magazynu we Włoszech, który został zaatakowany przez wojska niemieckie[2],
- w kwietniu 1945 sierżant techniczny Beauford T. Anderson użył pocisków, skutecznie odpierając japoński atak podczas bitwy o wyspę Okinawa[3].

## Kultura masowa
Pociski moździerzowe jako granaty ręczne pojawiają się w amerykańskich dramatach wojennych Szeregowiec Ryan (1998), w reżyserii Stevena Spielberga, Przełęcz ocalonych (2016), w reżyserii Mela Gibsona, oraz w jednej z misji na Pacyfiku w grze wideo Call of Duty: World at War (2008).